# لویانو
لویانو (به ایتالیایی: Loiano) یک کومونه در ایتالیا است که در استان بولونیا واقع شده‌است.

## خصوصیات
لویانو ۵۲٫۴۱ کیلومترمربع مساحت و ۴٬۴۲۸ نفر جمعیت دارد و ۷۱۴ متر بالاتر از سطح دریا واقع شده‌است.